# Skat
Skat (Delta d'Aquari / δ Aquarii) és la tercera estrella en esclat a la constel·lació d'Aquari.
Generalment es considera que el nom tradicional es deriva del mot àrab as-saq, que significa "cama" o "canya"; sigui com sigui, s'ha argumentat que deriva realment de la forma àrab ši'at, que significa "desig"

## Localització
La localització en el cel es mostra en el planisferi següent de la constel·lació d'Aquari:

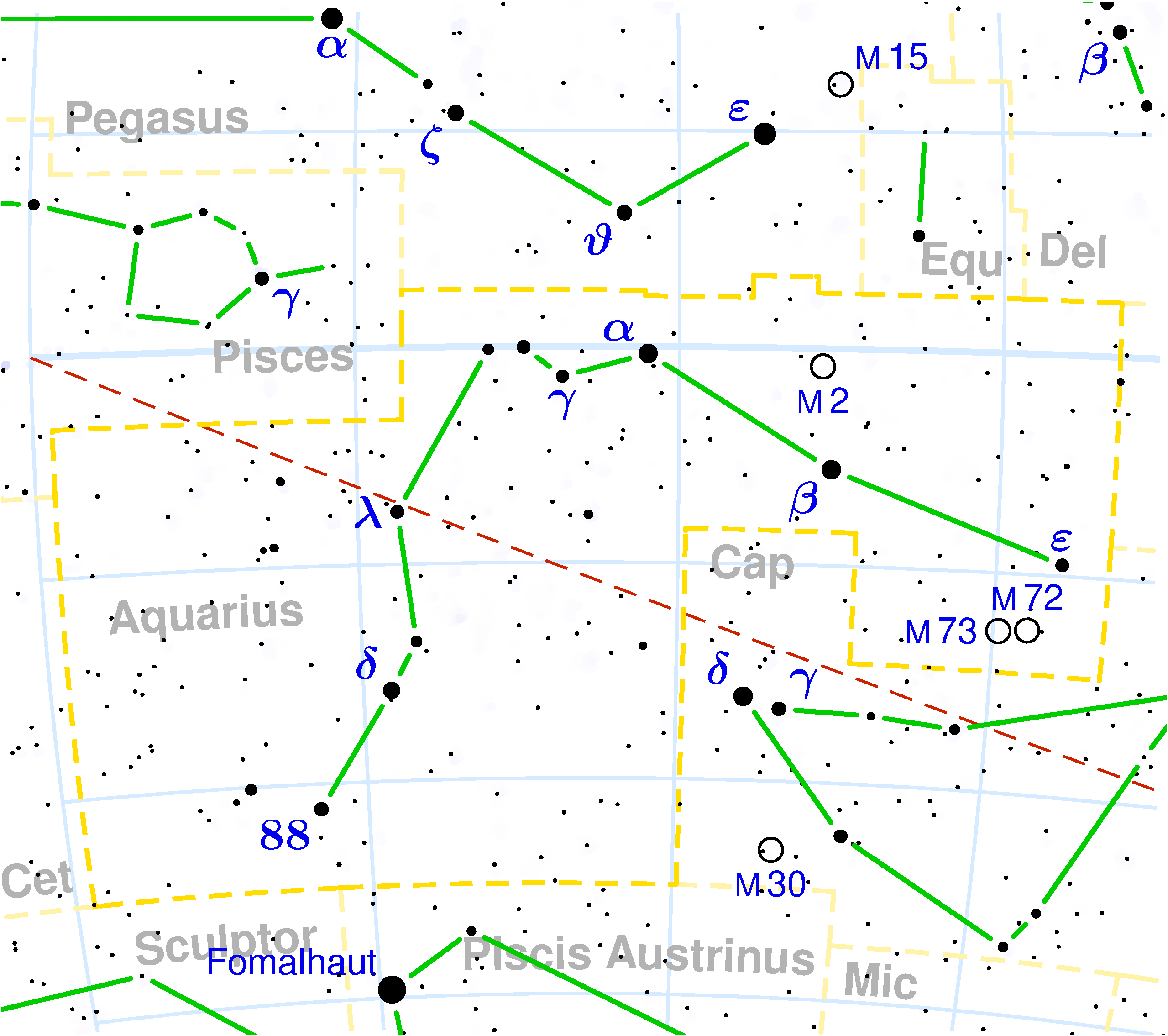
Constel·lació d'Aquari